# 克布兰古卢
克布兰古卢（葡萄牙語：Quebrangulo）是巴西阿拉戈斯州的一个市镇。总面积299.92平方公里，总人口11269人，人口密度37.6人/平方公里。